# Praeantarctia albida
Praeantarctia albida là một loài bướm đêm trong họ Geometridae.